# Поток (Ивано-Франковская область)

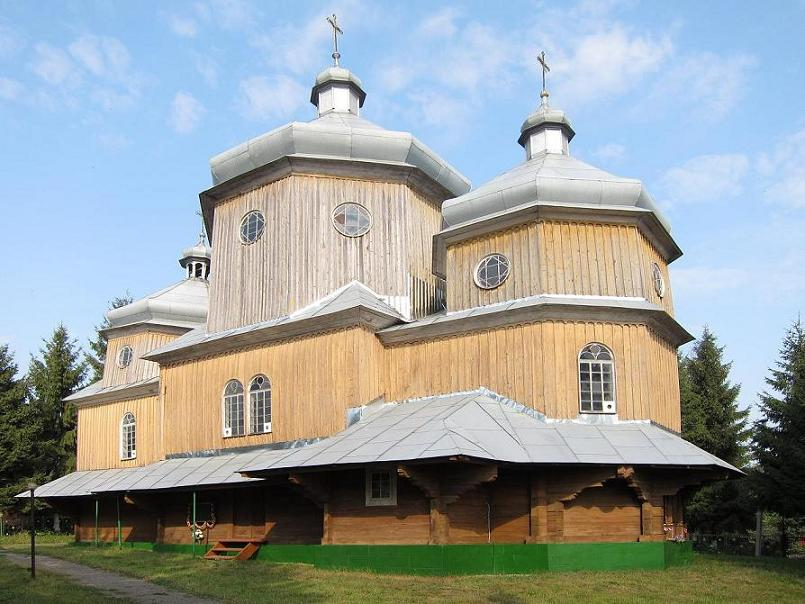
Церковь Святого Николая

Поток (укр. Потік) — село в Рогатинской городской общине Ивано-Франковского района Ивано-Франковской области Украины.
Население по переписи 2001 года составляло 697 человек. Занимает площадь 13,538 км². Почтовый индекс — 77016. Телефонный код — 03435.